# Кларкс-Гілл (Південна Кароліна)
Кларкс-Гілл (англ. Clarks Hill) — переписна місцевість (CDP) в США, в окрузі Маккормік штату Південна Кароліна. Населення — 289 осіб (2020).

## Географія
Кларкс-Гілл розташований за координатами 33°39′29″ пн. ш. 82°9′58″ зх. д. / 33.65806° пн. ш. 82.16611° зх. д. (33.658175, -82.165995).  За даними Бюро перепису населення США в 2010 році переписна місцевість мала площу 8,28 км², уся площа — суходіл.

## Демографія
Згідно з переписом 2010 року, у переписній місцевості мешкала 381 особа в 133 домогосподарствах у складі 97 родин. Густота населення становила 46 осіб/км².  Було 163 помешкання (20/км²).
Расовий склад населення:
| - 78,5 % — чорних або афроамериканців - 18,4 % — білих |

До двох чи більше рас належало 3,1 %. Частка іспаномовних становила 0,0 % від усіх жителів.
За віковим діапазоном населення розподілялося таким чином: 23,6 % — особи молодші 18 років, 61,2 % — особи у віці 18—64 років, 15,2 % — особи у віці 65 років та старші. Медіана віку мешканця становила 40,1 року. На 100 осіб жіночої статі у переписній місцевості припадало 85,9 чоловіків;  на 100 жінок у віці від 18 років та старших — 86,5 чоловіків також старших 18 років.
Середній дохід на одне домашнє господарство  становив 58 910 доларів США (медіана — 38 523), а середній дохід на одну сім'ю — 70 330 доларів (медіана — 55 893). За межею бідності перебувало 23,5 % осіб, у тому числі 25,6 % дітей у віці до 18 років та 0,0 % осіб у віці 65 років та старших.
Цивільне працевлаштоване населення становило 127 осіб. Основні галузі зайнятості: будівництво — 17,3 %, виробництво — 15,7 %, публічна адміністрація — 14,2 %.